# Peugeot 3008
El Peugeot 3008 es un crossover compacto tipo SUV del segmento C producido por el fabricante francés Peugeot. Se presentó oficialmente en el Salón del Automóvil de Ginebra de 2007 y comenzó a venderse en el segundo trimestre del año 2007.[cita requerida] Es un cinco plazas con carrocería cinco puertas, motor delantero trasversal y tracción delantera o total. Es el tercer modelo doble cero de la marca, después del Peugeot 1007 y el Peugeot 4007.

## Primera generación (2008-2016)
La primera generación del 3008 usa la misma plataforma del Peugeot 308 de primera generación.
Su diseño tiene ciertos rasgos similares a los de un SUV.
En su lanzamiento, la gama de motores del 3008 estuvo compuesta por un motor de gasolina de 1.6 litros con 120 o 156 CV, un motor diésel de 1.6 litros y 109 CV, y un diésel de 2.0 litros y 150 o 163 CV. Salvo el diésel de 2.0 litros, el resto de los motores ya se ofrece en otros modelos del Groupe PSA, incluyendo el 308 y el Mini Cooper. Todos los motores son de cuatro cilindros en línea y cuatro válvulas por cilindro. El gasolina de 156 CV lleva turbocompresor, intercooler e inyección de combustible MPFI, en tanto que el de gasolina de 120 CV carece de los tres elementos. Todos los turbodiésel incorporan inyección directa con common-rail, turbo de geometría variable e intercooler.
En el Salón del Automóvil de París de 2007, Peugeot presentó un prototipo del 3008 llamado "Prologue HYmotion4". Tiene un sistema híbrido con un motor diésel de 2.0 litros y 200 CV que mueve las ruedas delanteras;[cita requerida] y un motor eléctrico de 20 kW (27 CV) conectado a las ruedas traseras. Peugeot anunció que lanzará una versión híbrida del 3008 en el año 2011.[cita requerida]
En Europa el modelo recibe una pequeña reestilización a finales de 2013, con nuevas ópticas y nuevo frontal.
En el Salón del Automóvil de Guangzhou 2012, Peugeot presentó una profunda reestlización del modelo exclusivamente para el mercado chino. Se puso a la venta a principios de año de 2013.
|                                                 |
| HDi FAP 110 Allure en Ratingen en marzo de 2012 |

|               |
| Vista trasera |

|                                                           |
| Rediseño Business-Line en Düsseldorf en noviembre de 2014 |

|               |
| Vista trasera |

|                                |
| Vista trasera en China en 2013 |

|                  |
| Interior CherryX |

## Segunda generación (2016-2023)

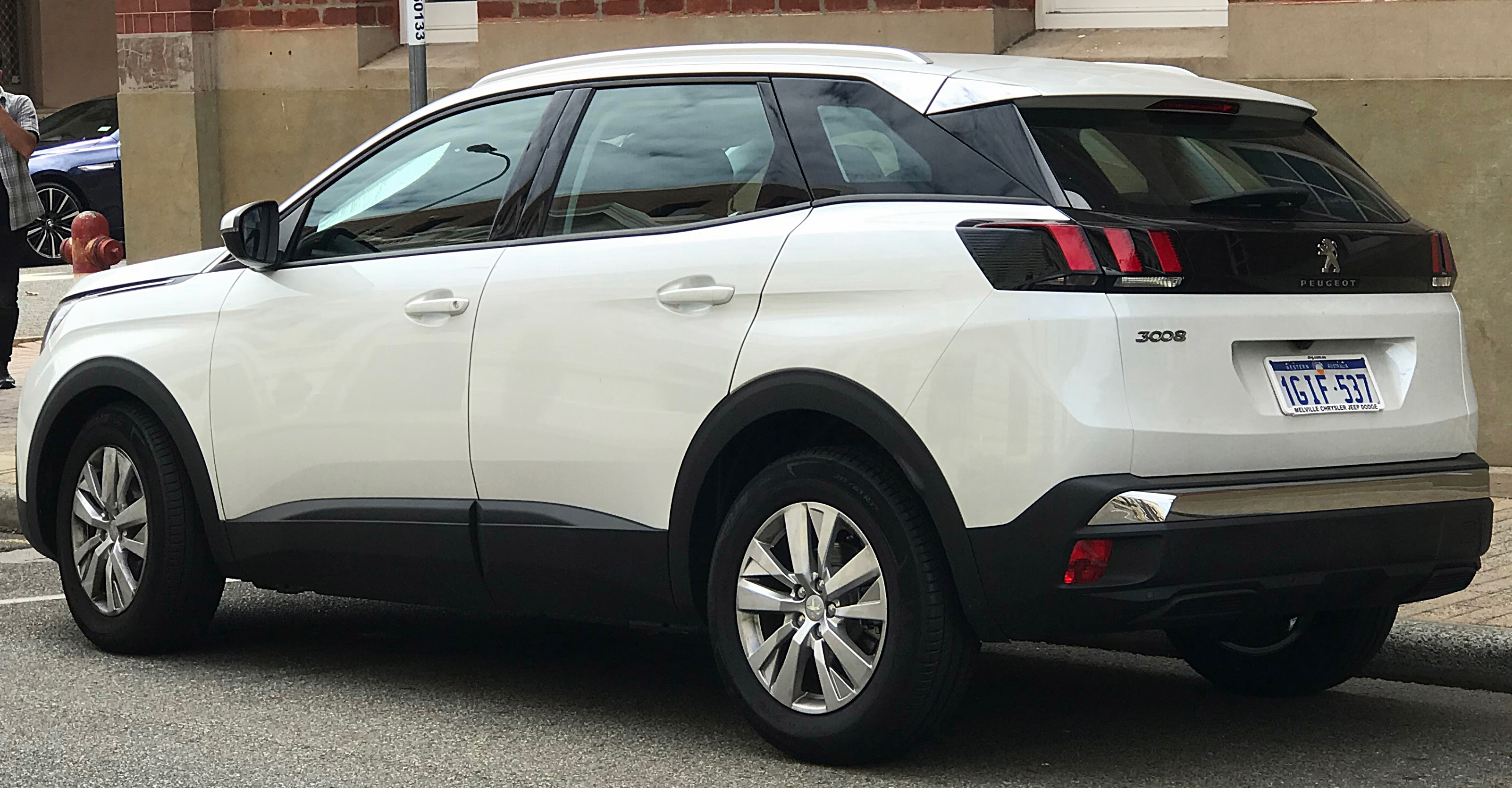
Vista trasera

El 3008 de segunda generación es un SUV compacto del fabricante francés Peugeot. Se presentó a la prensa el 23 de mayo de 2016 en el Salón del Automóvil de París. El 3008 II se ensambla en Francia, en la fábrica de PSA en Sochaux.
En el mercado chino se comercializa una versión larga denominada 4008 II que sustituye a la generación pasada del 3008. La versión de siete plazas lleva el nombre de Peugeot 5008 II.
Tiene un diseño más semejante a otros crossovers del mercado, perdiendo los rasgos de monovolumen. Utiliza la plataforma EMP-2, ya utilizados en el Peugeot 308 y el Citroën C4 Picasso de segunda generación.
En su lanzamiento, sus motores gasolina serán un 1,2 litros de 130 CV y un 1,6 litros de 165 CV, en tanto que los diésel serán un 1,6 litros en variantes de 100 y 120 CV, y un 2,0 litros en variantes de 150 y 180 CV.
Cuenta con transmisión manual de cinco o seis velocidades, según el motor; o bien, una transmisión automática de seis velocidades.
El 6 de marzo de 2017 fue elegido Coche del Año en 2017 en el Salón del Automóvil de Ginebra. Es el primer SUV de la marca y de la historia en obtener este premio Coche del Año en Europa.[cita requerida]
|                            |
| 1.6 BlueHDi Active de 2019 |

|                                                                                   |
| Vista trasera del THP 165 EAT6 Allure GT-Line en Düsseldorf en septiembre de 2017 |

|          |
| Interior |

|                                                |
| DKR en el Salón del Automóvil de París de 2016 |

|                                                    |
| Hybrid4 en el Salón del Automóvil de París de 2018 |

|               |
| Vista trasera |

## Tercera generación (2024)
El 8 de septiembre de 2023, Peugeot publicó las primeras fotografías oficiales del e-3008, una vista previa de su diseño exterior antes del debut que está previsto que se ponga en marcha desde la fábrica de Sochaux en Francia el 12 de septiembre. En su tercera generación, el modelo evolucionó hasta convertirse en un SUV totalmente eléctrico.
Diseñado desde el principio como un vehículo eléctrico, el nuevo e-3008 se beneficia de una gama de 3 modelos totalmente eléctricos de cero emisiones, cuyo ciclo WLTP estaba en proceso de aprobación para satisfacer todas las necesidades del cliente.[cita requerida] También está disponible en híbrido e híbrido enchufable.

### Características
- Autonomía de 525 km, tracción en 2 ruedas, 210 CV/157 kW, 343 Nm
- Motor dual con autonomía de 525 km, tracción en las 4 ruedas, 320 CV/240 kW (157 kW-343 Nm en la parte delantera y 83 kW-166 Nm en la parte trasera)
- Largo alcance con autonomía de 700 km, tracción en 2 ruedas, 230 CV/170 kW, 343 Nm[cita requerida]